# N.W.A.
N.W.A (cunoscută și ca "Niggaz Wit Attitudes") a fost o trupă de hip hop din Compton, California recunoscută în general ca fiind una dintre acele grupuri de pionierat ale genului gangsta rap. Activ din 1986 până în 1991, grupul a stârnit numeroase controverse datorită versurilor vulgare. Ca urmare, nu au putut fi difuzați pe multe dintre principalele stații de radio, iar în unele cazuri opriți din a-și susține concertele în turnee - cu toate acestea, grupul a vândut aproximativ 9 milioane de discuri numai în Statele Unite. Cel de-al doilea album al lor, Straight Outta Compton ("Direct din Compton), a marcat începutul unei noi ere a gangsta rap-ului, datorită inovației producției și a versurilor care conțineau critici la adresa societății și a organelor de conducere. Revista  Rolling Stone a clasat N.W.A. pe locul 83 în topul lor al "Celor mai mari 100 artiști din toate timpurile". Deși în mare parte necunoscuți la început, raperii Dr. Dre, Ice Cube, Eazy-E și MC Ren vor deveni cu toții staruri solo, având încasări însemnate de pe urma vânzării a numeroase copii ale propriilor albume.

## Istoric
Eazy-E, inițial un traficant de droguri, a înființat alaturi de Jerry Heller labelul independent Ruthless Records. Ruthless a publicat N.W.A. and the Posse în 1987 alături de Macola Records. N.W.A. era încă într-o fază de început, apărând doar pe patru din cele unsprezece piese de pe album, incluzând "Panic Zone" (electro hop, necaracteristic lor), "8Ball", și "Dopeman", care i-a adus pentru prima oară la un loc pe Ice Cube, Dr. Dre și Eazy-E. Era inclusă și înregistrarea solo a lui Eazy-E pentru "Boyz-n-the Hood". În 1988, MC Ren s-a alăturat grupului.

### "Cel mai periculos grup din lume"
N.W.A. a lansat Straight Outta Compton în 1988. Cu a sa faimoasă deschidere printr-o salvă de trei melodii, grupul a reflectat nemulțumirea crescândă a tineretului urban. "Straight Outta Compton" introducea grupul; "Fuck tha Police" reprezenta un protest împotriva brutalității poliției și a discriminărilor rasiale, iar "Gangsta Gangsta" descria concepția despre lume și viață a tinerilor din ghetou. Deși grupului i-a fost mai târziu atribuit pionieratul înfloritorului subgen gangsta rap, N.W.A. făceau referire la muzica lor ca fiind "reality rap".
Dr. Dre și DJ Yella au compus negativele pentru fiecare cântec, Dre având ocazional și mici intervenții ca MC. Ice Cube și MC Ren au scris versurile. "Fuck tha Police", probabil cel mai controversat cântec al trupei, le-a adus numeroase necazuri cu forțele de ordine, inclusiv cu FBI, de la care au primit o scrisoare în care li se atrăgea atenția asupra violenței versurilor lor. Această scrisoare poate fi văzută astăzi la "Rock and Roll Hall of Fame", în Cleveland, Ohio. Poliția a refuzat să le ofere paza pe timpul concertelor, ceea ce a însemnat un obstacol imens în calea turneelor grupului. Cu toate acestea, scrisoarea de la FBI a servit numai pentru o mai mare publicitate a grupului. Straight Outta Compton a fost, de asemenea, unul dintre primele albume căruia sa-i fie aplicate avertizarea și restricțiile Parental Advisory. Oricum, aura de taboo din jurul N.W.A. a însemnat principala atracție a publicului asupra grupului. Lipsa promovării din partea media nu a oprit albumul din a se vinde în peste 2.000.000 de exemplare.
La o lună după Straight Outta Compton avea loc lansarea albumului solo al lui Eazy-E, Eazy-Duz-It. Deși dominat de persoana lui Eazy-E - MC Ren, apărând pe două dintre piesele albumului, a fost singurul invitat - proiectul a reprezentat un efort al întregului grup. I-a avut ca producători pe Dr. Dre și DJ Yella (negative), versurile fiind compuse de MC Ren, Ice Cube și The D.O.C. Albumul s-a bucurat de asemenea de succes, la fel ca și colaborarea dintre Dr. Dre și The D.O.C. pentru albumul celui din urmă, "No One Can Do It Better".

### Zile mai negre
Ice Cube a părăsit grupul la sfârșitul anului 1989, în urma unor dispute cu Eazy-E si Jerry Heller. Având o contribuție însemnată pe albumul "Straight Outta Compton" (peste 40% din versuri fiind compuse de el), el considera că nu primea atât cât merita din câștig. 
Puțin mai târziu, în 1990, N.W.A. a publicat EP-ul 100 Miles and Runnin', în care se făceau numeroase referiri la plecarea lui Ice Cube: "am început cu o încărcătură prea mare, așa că suntem bucuroși că am scăpat de el" ("we started out with too much cargo/so I'm glad we got ridda'"). Criticile vor continua pe "Real Niggaz"; replica lui Ice Cube va veni odata cu EP-ul "Kill at Will" (1990), unde, pe "Jackin' For Beats", strigă, cel mai probabil într-o manieră batjocoritoare, numele foștilor săi colegi. De asemenea, face numeroase referiri la succesul său solo, în comparație cu fosta sa trupă.
Al doilea album al grupului, Efil4zaggin ("Niggaz4Life" cititi invers) - 1991, a reechilibrat balanța succesului pentru N.W.A. față de cel al lui Ice Cube. Albumul este considerat de mulți ca fiind cea mai bună producție a lui Dr. Dre, și a marcat începutul erei "G-Funk". Manifesta o evidentă atitudine ostilă față de fostul membru al grupului, aceștia asociindu-l cu Benedict Arnold, generalul american trădător care, în timpul Războiului de Independență al Statelor Unite ale Americii s-a alăturat forțelor britanice. Ice Cube răspunde prin "No vaseline", un cântec de pe albumul său "Death Certificate", un atac dur la adresa celorlalți membri N.W.A., dar și a managementului lui Ruthless Records.
Fără Ice Cube însă, N.W.A. și-a pierdut forța cu care aborda subiectele politice, acestea fiind înlocuite în mare parte de rime violente și misogine.

### Sfârșitul N.W.A.
Albumul Efil4zaggin (1991) urma să fie ultimul al grupului. După plecarea de la Ruthless Records a lui Dr. Dre, The D.O.C. și Michel'le's pentru Death Row Records, o aprigă rivalitate a izbucnit între cele două case de discuri. Eazy-E fusese forțat în a semna eliberarea acestora de sub contract, însă a păstrat o parte dintre drepturile de publicare. Dr. Dre a început schimbul de replici prin single-ul "Fuck Wit Dre Day (And Everybody's Celebratin')" (1992), primul lansat de Death Row. Videoclipul asociat înfățișa un personaj numit Sleazy-E care se plimba disperat prin cartier încercând să facă rost de bani. Insultele au continuat pe The Chronic cu "Bitches Ain't Shit". Eazy-E a răspuns în 1993 printr-un EP It's On (Dr. Dre) 187um Killa și piesele "Real Muthaphuckkin G's" și "It's On". Eazy-E îl acuza pe Dr. Dre de tendințe homosexuale, videoclipul pentru "Real Muthaphuckkin G's" arătând poze mai vechi cu acesta machiat. Pozele erau de pe vremea când Dr. Dre era la World Class Wreckin' Cru, reprezentând moda subgenului Electro hop.
După moartea lui Eazy-E (din cauza contactării SIDA) în data de 26 martie, 1995, toate certurile dintre foștii membri ai N.W.A. au încetat. Dr. Dre și Ice Cube își vor exprima ceva mai târziu (în 1999 pe "What's The Difference" și "Chin Check", în 2000 pe "Hello" și în 2006, pe "Growin' Up") sentimentele pentru colegul și prietenul lor.

## Membrii principali

### Eazy-E
Eric Wright fost traficant de droguri în Compton a fondat Ruthless Records împreună cu Jerry Heller, cei doi având să obțină numeroase certificări de platină din partea RIAA pentru albumele vândute, cele mai notabile fiind ale celor de la N.W.A. El a fost liderul grupei până aceasta s-a destrămat. 
Dupa destrămarea grupului - în timp ce Death Row Records au reinventat genul hip-hop - cariera solo a lui Eazy-E a fost dominată de rivalitatea Ruthless vs. Death Row și cu Dr. Dre, evidențiată de albume precum premiatul cu platinăIt's On (Dr. Dre) 187um Killa ce a combinat numeroase jigniri aduse la adresa lui Dr. Dre în melodia "Real Muthaphukkin G's". Cu toate acestea, el a continuat să conducă Ruthless Records, realizand albume de MC Ren, Above the Law, și în 1994, debutul de platină de patru ori al lui Bone Thugs-N-Harmony.
Eazy lucra la un album de intoarcere, Str8 off tha Streetz of Muthaphukkin Compton care ar fi combinat artiști ca2Pac, Guns N' Roses și Notorious B.I.G când a fost internat în Cedars-Sinai Medical Center pe data de Martie 16 1995, crezând ca are faringita streptococica. Într-o afirmatie publicată pe data de Martie 20, Eazy-E a anunțat că a contractat HIV, virusul ce cauzează SIDA. Șase zile mai târziu, Eric Wright a decedat. Avea 31 de ani. Cu câteva zile înainte, pe patul de moarte, Eazy s-a casatorit cu vechea prietenă și mama a copilului său Tomica Woods, ea moștenind Ruthless Records. Ea si fiul ei sunt HIV-negativ.

### Dr. Dre
Andre Young și-a început cariera ca DJ pentru grupul electro-hop World Class Wreckin' Cru, și a participat la albumul lor de debut în anul 1984 12-inch single, "Surgery". Moda acestei perioade avea să se întoarcă împotriva lui Dre câțiva ani mai târziu în timpul unei dispute cu Eazy-E. După două albume și acuzați de neplata datoriilor, Dr. Dre și tovarasul de la World Class Wreckin' Cru, DJ Yella au părăsit casa de discuri a lui Alonzo William Kru-Cut Records pentru cel al lui Eazy-E și Jerry Heller, Ruthless Records în 1986, unde aveau să se mute în sectorul de înregistrări .

### Ice Cube
Ice Cube s-a născut în South Central Los Angeles, fiind fiul lui Doris, lucrătoare la spital, și Andrew Jackson, muncitor la UCLA.[5] El a fost născut și crescut în South Central Los Angeles. La vârsta de șaisprezece ani, a început să-și dezvolte interesul pentru muzica hip hop, și a început să scrie versuri încă de pe când studia la liceul Taft.[5] He attended the Phoenix Institute of Technology in the fall of 1987, and studied Architectural Drafting.[6] Împreună cu prietenul său, Sir Jinx, Cube a format trupa C.I.A., și obișnuiau să cânte la petrecerile organizate de Dr. Dre

## Discografie

### Albume
- N.W.A. and the Posse (1987)
- Straight Outta Compton (1988)
- 100 Miles and Runnin' (1990)
- Niggaz4life (1991)

### Compilații
- Greatest Hits (1996)
- Straight Outta Compton: N.W.A. 10th Anniversary Tribute (1998)
- The N.W.A. Legacy, Vol. 1: 1988-1998 (1999)
- The N.W.A. Legacy, Vol. 2 (2002)
- The Best of N.W.A: The Strength of Street Knowledge (2006)
- Straight Outta Compton (20th Anniversary) (2007)
- Family Tree (N.W.A. album) (2008)